# ЗАЗ Lanos Cargo
ЗАЗ Ланос Пікап (англ. ZAZ Lanos Pick-up) — пікап Запорізького автомобілебудівного заводу, що виготовляється з 2005 року. Інколи автомобіль називається ЗАЗ Ланос Карго (англ. ZAZ Lanos Cargo).

## Опис

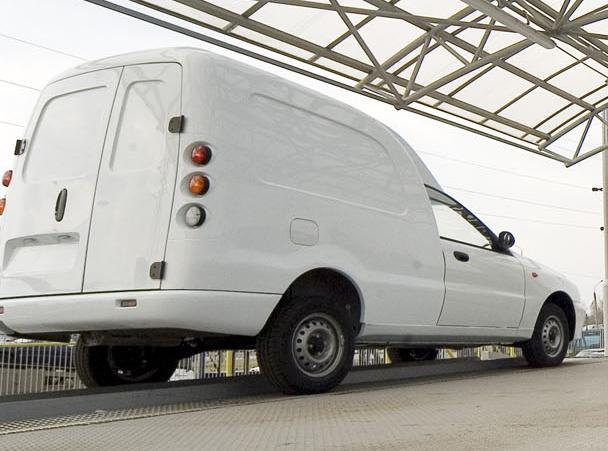
ZAZ Lanos Pick-up

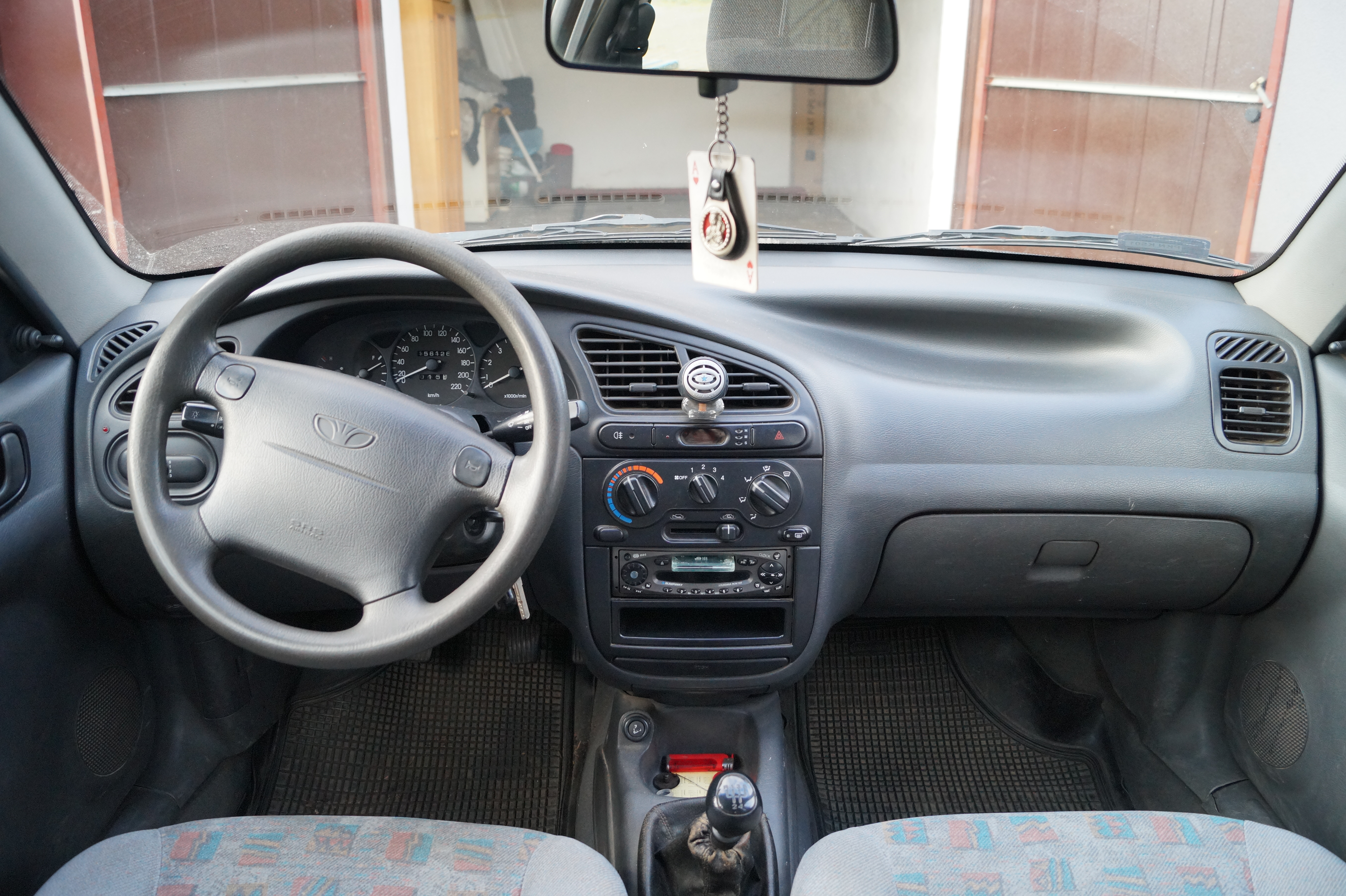

Ланос Пікап має оригінальну конструкцією кузова, що складається з передка (до середніх стійок) і половини базового автомобіля Lanos, трубчастих підсилювачів панелей і склопластикового верху, що закриває воєдино всю конструкцію автомобіля.
Автомобіль оснащений двигуном робочим об'ємом 1,5 л (до 2008 року на автомобіль встановлювали двигун 1,3 л (МЕМЗ) автомобіль з цим двигуном називався ЗАЗ Sens Pick-up), посиленою задньою підвіскою на параболічних ресорах.
Запасне колесо розташовано за спинкою пасажира і для його витягання не треба буде вивантажувати багаж з вантажного відділення. Вантажний відсік відокремлений від пасажирського приміщення жорсткою перегородкою з труб, закритих оббивками. Двері відсіку склопластикові, розчинні з фіксацією у відкритому положенні на 90 і 180 градусів. Ручка і замок дверей, аналогічні деталям Lanos, але мають свій оригінальний ключ.
ЗАЗ Ланос Пікап пропонується в трьох комплектаціях Comfort, Lux та Standard.

## Безпека
ЗАЗ Ланос Пікап обладнаний наступними елементами безпеки:
- подушка безпеки водія (в комплектаціях «комфорт» і «люкс»);
- поперечний брус, що захищає від бокового удару;
- інерційні ремені безпеки і індикатор пристебнутого ременя.
- повторювачі поворотів на зовнішніх дзеркалах;
- дзеркала з підігрівом.

## Двигуни
| Бензинові  |                |          |                  |             |                       |                          |                                   |                              |                       |              |
| Індекс     | Модель двигуна | Об'єм    | Система живлення | Клапани/ГРМ | Потужність при об/хв  | Крутний момент при об/хв | Розгін від 0 до 100 км/год секунд | Максимальна швидкість км/год | Витрата пального (EU) | Роки випуску |
| Двигуни Р4 |                |          |                  |             |                       |                          |                                   |                              |                       |              |
| 1,3i       | МЕМЗ 307       | 1299 см³ | інжектор         | 8/SOHC      | 70 к.с. (51 кВт)/5400 | 108 Нм/3000-3500         | ?                                 | ?                            | ?                     | 2006-2008    |
| 1,5i       | A15SMS         | 1498 см³ | інжектор         | 8/SOHC      | 86 к.с. (63 кВт)/5800 | 130 Нм/3400              | 16                                | 150                          | 5,8/9,5/10,5          | з 2005       |
| 1.         |                |          |                  |             |                       |                          |                                   |                              |                       |              |

## ZAZ Lanos Pick-up Electro
На «Столичному Автошоу 2010» восени 2010 року в м. Києві вперше представлена нова розробка Запоріжського автозаводу — ZAZ Lanos Pick-up Electro (укр. ЗАЗ Ланос пікап Електро).
Автомобіль призначений для обслуговування торговельних точок закритих для руху звичайних автомобілів, зони великих міст, курортів тощо. Lanos-Електро оснащений італійським електродвигуном 15 кВт и 8-ма акумуляторами, які забезпечують пробіг до зарядки орієнтовно 100 км. Один блок акумуляторів українського виробництва розміщений під капотом, інший у вантажному відсіку, де займає близько одного квадратного метру корисної площі.

## Ціна
Ціна в Україні на автомобілі ЗАЗ Lanos Pick-up станом на січень 2011 року становить від 70 880 до 75 680 грн. в залежності від модифікації.

## Виробництво та продаж
| Рік                    | Виробництво | Продаж |
| ---------------------- | ----------- | ------ |
| 2011                   | 910         | 712    |
| 2012 (січень-листопад) | ?           | 569    |